# Bassirou Ba
Bassirou Ba (29 maart 1952) is een Senegalese dammer.
Hij brak in 1973 internationaal door met het winnen van de meestergroep van het Suikerdamtoernooi en kwam in de drie volgende edities van dat toernooi uit in de grootmeestergroep. 
In die periode was hij student filosofie aan de Universiteit van Dakar.
Hij speelde in 1980 het eerste Afrikaans kampioenschap (wat hij won) en het wereldkampioenschap en in 1982 het Afrikaans kampioenschap en trok zich daarna voor bijna 10 jaar terug uit de damwedstrijden.
Hij keerde begin jaren 90 terug in de damwereld en speelde vanaf het WK 1994 t/m het WK 2005 constant in de cyclus om de wereldtitel. 
Hij verkreeg de titel MI na het WK 1980 en de titel GMI na het WK 1994. 
Hij werd 3x Afrikaans kampioen (in 1980, 1996 en 2003) en 1x Senegalees kampioen (in 2013). 
Hij speelde regelmatig toernooien in Nederland en won Nijmegen Open in 1995 en behaalde als beste resultaat in Brunssum Open een 2e plaats in 1999 achter zijn landgenoot N'Diaga Samb. 

## Deelname aan hetwereldkampioenschap
| Jaar | Locatie      | Klassering        | Score           | W-R-V  |
| ---- | ------------ | ----------------- | --------------- | ------ |
| 1980 | Bamako       | 11                | 21-21           | 6-9-6  |
| 1994 | Den Haag     | 6                 | 19-23           | 5-13-1 |
| 1995 | NED W-RU RUS | R1 gewonnen       | 7-5 tegen Clerc | 1-5-0  |
| 1996 | Abidjan      | ged. 3 in groep E | 7-8             | 1-6-0  |
| 1997 | Stadskanaal  | 5 in kand. trn.   | 7-6             | 2-2-3  |
| 2001 | Moskou       | ged. 9            | 16-16           | 2-12-2 |
| 2003 | Zwartsluis   | 10                | 19-20           | 3-14-2 |
| 2005 | Amsterdam    | 7 in groep C      | 9-8             | 0-8-1  |